# Eumenes jarkandensis
Eumenes jarkandensis är en stekelart som beskrevs av Blüthgen 1938. Eumenes jarkandensis ingår i släktet krukmakargetingar, och familjen Eumenidae. Inga underarter finns listade i Catalogue of Life.